# Mihály Korhut
Mihály Korhut, né le 1er décembre 1988 à Miskolc, est un joueur de football hongrois.
Il évolue au poste de défenseur.

## Carrière
Mihály Korhut joue dans les équipes suivantes : le Debrecen VSC, son club formateur, et le Kaposvári Rákóczi FC, où il est prêté en 2011.
Korhut réalise ses débuts en championnat avec le Debrecen VSC le 1er août 2009, contre le club de Lombard-Pápa TFC. Avec son club, il remporte le championnat en 2010, 2012 et 2014, et la coupe de Hongrie en 2012 (son équipe  remporte aussi ce trophée en 2010 mais il ne joue pas la finale). Il participe avec cette équipe à la Ligue des champions et à la Ligue Europa.
En 2014, il fait ses débuts en équipe de Hongrie. Son premier match a lieu le 22 mai 2014 contre le Danemark en amical (match nul 2-2).
Il est ensuite retenu par le sélectionneur allemand Bernd Storck afin de participer à l'Euro 2016 organisé en France.

## Clubs
- 2008-2016 :  Debrecen VSC
  - mars 2011-2011 :  Kaposvári Rákóczi FC (prêt)
- depuis 2016 :  Hapoël Beer-Sheva

## Palmarès
- Championnat de Hongrie (3) : 2010, 2012, 2014
- Coupe de Hongrie (1) : 2012
- Championnat d'Israël (1) : 2017